# Nghịch lý vắng mặt
Nghịch lý vắng mặt là một nghịch lý trong triết học được biết đến từ thế kỷ thứ 19. Đây là một câu chuyện hài hước được kể trong các sảnh đường âm nhạc ở châu Âu, nhưng cũng có thể nó đã có từ thời cổ xưa.

## Phát biểu
Không ai có mặt ở đây, bởi vì người đó hoặc không ở Vladivostok hoặc cũng không ở Patagonia, vậy nên người đó phải ở một nơi nào khác. Nếu người đó ở một nào khác, thì chắc chắn người đó không có ở đây!
Nghịch lý trên chỉ ra sự tương đối của cụm trạng từ đã bị hiểu như một ý nghĩa tuyệt đối.